# Национална финансово-стопанска гимназия
Националната финансово-стопанска гимназия (НФСГ) е специализирана професионална гимназия в София.

## История
В началото на ХХ век, бурното развитие на индустрията и търговията в България налага да се организира професионална подготовка на нужните специалисти. С тази задача се заемат търговско-индустриалните камари, които финансират професионални курсове и основават професионални училища. През 1913 г., по инициатива и с финансовата подкрепа на Софийската търговско-индустриална камара е основана Софийска мъжка търговска гимназия. Тя е открита официално на 25 февруари 1913 г. по стар стил (11 март по новия календар) от председателя на Софийската камара Иван Грозев.
По-късно специално за Търговската гимназия е изградена внушителна за времето си сграда в софийския квартал "Лозенец". Тя е завършена и осветена през 1930 г. и през следващата 1931/32 учебна година посреща новите ученици.
След 1990 г. икономическите промени в България налагат реформи в икономическото образование, създаване на нови специалности, отговарящи на нуждите на стопанската практика. Управленският екип и педагогическата колегия активно търсят партньори за въвеждане на специалности и методика на обучение, отговарящи на европейските стандарти. В резултат гимназията се включва в Българо-австрийския проект за реформи в професионалното образование. С огромна методическа, финансова и материално-техническа помощ на австрийската страна е създадена нова специалност – икономика и мениджмънт. Специалността напълно отговаря на европейските образователни изисквания.
По-късно отново в рамките на Българо-австрийския проект, се създават Учебно-тренировъчните фирми, в които учениците се учат да работят в реална бизнес среда. В рамките на проекта е създадена и още една специалност – предприемачество и мениджмънт.
Днес НФСГ е член на Асоциацията на икономическите училища в България към Университет за национално и световно стопанство, на Асоциацията на Кеймбридж училищата и DSD училищата.
Богатата история на гимназията се съхранява в летописни книги.
От 1 август 2016 г., НФСГ има нов директор в лицето на Мая Гешева. Тя е дългогодишен изявен преподавател по български език и литература, бизнес комуникации и фирмена култура в гимназията.

## Химн
ВРЕМЕТО В НФСГ

Червената сграда с кулата

има богата история…

Спомени пази аулата

за хора, създали теория…

Стъпка по стъпка откриваме

колко широк е света…

Учим се как да събираме

по-важни неща от числа…

Ще минат сезони…Години…

Часовникът няма да спре…

А в нас една частица ще има

от времето в НФСГ…

И утре, когато поемем

нанякъде в този живот,

ще даваме…, за да вземем

от всичко… И много любов.

Ще минат сезони… Години…

Часовникът няма да спре…

А в нас една частица ще има

от времето в НФСГ…

## Хронология
- 1894 г. Начало на аргументирани и настоятелни предложения от членовете на Софийската търговска индустриална камара за откриване на средна търговско училище в гр. София.
- 1913 г. Открива се Софийска мъжка търговска гимназия. Учебната година започва с две паралелки от 108 младежи в сграда на ул. „Сан Стефано“ № 23. За учители са привлечени титулувани университетски преподаватели – литературоведът проф. Михаил Арнаудов, проф. Емануил Иванов – математик и физик, и др. Директор на гимназията е д-р Нейчо Иванов – виден столичен общественик и издател.
- 1930 г. Освещава се новата сграда на гимназията в кв. Лозенец на ул. „Розова долина“ № 1. Сградата е изградена със средства на Софийската търговска камара.
- 1931 г. Начало на прием в гимназията и на девойки.
- 1934 г. Към гимназията е открит стажантски институт за подготовка на учители по икономически дисциплини.
- 1943 г. Софийската търговска гимназия е разделена на две: Първа държавна мъжка образцова търговска гимназия и Девическа търговска гимназия.
- 1947 г. Открита е Вечерна търговска гимназия към Мъжката.
- 1951 г. Преименува се на Образцов стопански техникум.
- 1955 г. Преименува се на Образцов икономически техникум.
- 1993 г. Преименува се на Финансово-стопанска гимназия.
- 1999 г. Признат е статут на национално учебно заведение и съответно е преименувана на Национална финансово-стопанска гимназия.
- 2004 г. НФСГ е асоциирана към Университет за национално и световно стопанство, като УНСС предоставя квота за прием на студенти.

## Ученически съвет[2]

### История
Ученическият съвет на гимназията е орган на самоуправление на учениците, създаден в нужда да откликне на техните морални и материални нужди за подобряване на средата на обучение. Създаден е през 2010 година от училищния психолог Иван Марков, като неговият първи председател е Мартин Обретенов, ученик от 11 клас. Ученическият съвет се занимава както с проекти, отнасящи се до училището, така и с благотворителност. УС на НФСГ е събрал близо 4000 лева за благотворителност от всякакъв тип.

### Структура
Начело на съвета е Председателят. Той има мандат от една година и бива избиран на първото Общо събрание след началото на учебната година. Председателят избира своите двама заместник-председатели, с които най-добре работи в екип. Условието е единият заместник да е от първата учебна смяна, вторият – от втората. Членовете на съвета се наричат отговорници и се избират от всеки клас по двама или трима чрез общо гласуване. На второто Общо събрание се избират отговорници на випуските – двама души за всеки випуск, които координират останалите отговорници при нужда.

### Комисии
Комисиите са „Учебно-възпитателен процес“, „Благотворителност“ и „Материално-техническа база“. Всеки член на съвета се записва в една, две или три комисии, като участва активно в дейността им.

### Общо събрание
Общото събрание е висш орган на Ученическия съвет. На него се събират всички членове на комисиите и ръководството на съвета, за да отчетат дейността и да гласуват решенията, които комисиите са взели. Общото събрание служи за вътрешни избори, гласуване на промени, гласуване на решения, промени по устава или съобщаване на бъдещи проекти. Свиква се от председателя на съвета най-малко два пъти месечно, решенията се взимат при 3/4 от активния числен състав на съвета.
- Клуб „Таланти“ е създаден с цел забавление и развлечение.
- Клуб „Интеракт“ е чартиран през 2001 година в Националната финансово-стопанска гимназия в град София, той е първият интеракт клуб в България. „Интеракт“ клуб е подклон на Ротари Интернешънъл за младежи, част от семейство с повече от 1 200 000 члена и вековна традиция. Клубът подпомага младежите да осъзнаят ценостите на обществото и развива лидерските им качества. Като една от най-важните и бързо развиващи се програми на Ротари, „Интеракт“ се е превърнал в световен феномен с почти 200 000 младежи в повече от 10 700 клуба в 109 страни.
- Клуб „Икономист“ е създаден през ноември 2005 г. Основната цел на клуба е да обедини възпитаниците на НФСГ около една интересна професионална тема. Клубът осъществява срещи с известни икономисти с цел информация от първа ръка и придобиване на нови знания и опит. Всички членове на клуба участват активно както индивидуално, така и групово в различни състезания и проекти на икономическа тематика. Клуб „Икономист“ има за цел да осъществи връзка с други подобни клубове в страната. На всеки член на клуба се издава сертификат, като една добра добавка към CV-то му.

## Учебни програми

### Програми на Junior Achievement – България
Учениците от гимназията имат възможност да се обучават по програмите на Джуниър Ачийвмънт, която е най-старата и бързо развиваща се организация в света. Създадена е в САЩ през 1919 година и се развива на основата на партньорство между бизнеса и образованието. Джуниър Ачийвмънт е предпочитаната програма за бизнес обучение в Европейския съюз.
В България Джуниър Ачийвмънт е регистрирана като фондация с обществена полза, член на световната организация Junior Achievement Worldwide, която всяка година работи с почти 7 милиона ученици от 97 страни. В Европа, организацията е част от мрежата на Junior Achievement – Young Enterprise, която координира регионални изяви и събития.
Програмите на Джуниър Ачийвмънт обхващат обучението от предучилищна възраст до завършване на висше образование. Те съдействат за развиване на активност и предприемаческо поведение, етика и др.

### Програма „Ученическа компания“
По програмата се обучават ученици от специалност „Банково, застрахователно и осигурително дело“. Учениците сформират фирма, която регистрират в офиса на фондацията, работят съобразно устава и в рамките на една учебна година развиват дейност по избрана от тях бизнес-идея. Работят с избран от тях мениджърски екип, набират начален капитал чрез продажба на акции и облигации, рекламират дейността си и продават своя продукт. В края на учебната година извършват ликвидация и разпределят печалбата под формата на дивиденти.
Успоредно с това учениците работят и като застрахователни агенти към Общинска застрахователна компания, която е бизнес партньор на ученическите компании и място за практическо обучение по специалността. В края на учебната година учениците представят своята дейност на годишното изложение на ученическите компании в хотел „Шератон“ и се състезават за най-добра компания, за най-добър бизнес план.

### Програма „Виртуално предприятие“
Програмата „Виртуално предприятие“ компютърна симулация на икономически процеси. Нарича се още Учебно Тренировъчна Фирма (УТФ). Извършва симулативна дейност на предприятия, покупки и продажби от продуктовата линия на други УТФ-та, в други градове на страната. Наблюдава се желание и интерес у учениците. Насърчаване на учащите и техните преподаватели под формата на чуждестранни и български панаири, където те вземат активно участие.
Програмата „Виртуално предприятие“ (Компютърна симулация по мениджмънт и икономика – КСМИ) предоставя на желаещите ученици да се регистрират като отбор-фирма и да се конкурират с други отбори при производство и пласмента на зададен симулативен продукт. Отборите се стремят да изпреварят конкурентите си по отношение на рентабилност, продажба и пазарен дял. Програмата е уеб-базирана и предлага възможност за международно участие.

### Програма „Бизнес етика“
По програмата „Бизнес – етика“ се обучават ученици в СИП от 9 и 10 клас. Разглеждат се етични казуси от бизнеса, анализират се широк спектър етични понятия от различни гледни точки. Програмата е уеб-базирана и се провежда на две сесии с участието на ученици от страната и чужбина.

## Специалности
1. Икономика и мениджмънт с разширено изучаване на английски език
2. Икономика и мениджмънт с разширено изучаване на немски език
3. Икономика и мениджмънт с разширено изучаване на френски език
4. Икономика и мениджмънт с разширено изучаване на испански език
5. Икономическа информатика с разширено изучаване на английски език
6. Икономическа информатика с разширено изучаване на  немски език
7. Оперативно счетоводство с разширено изучаване на английски език
8. Дуална търговия с разширено изучаване на английски език

## Награди
В резултат от подчертаното присъствие в столичната и национално-образователна система, НФСГ има достойни признания:
- орден „Кирил и Методий“ – I степен по повод 50-годишния юбилей
- орден „Народна република България“ – I степен за 75-годишния юбилей
- почетен знак на УНСС по случай 90-годишния юбилей